# Pierre-Antoine Paulo
Pierre-Antoine Paulo OMI (* 23. März 1944 in Camp-Perrin; † 4. Februar 2021 in Saintard, Haiti) war ein haitianischer Ordensgeistlicher und römisch-katholischer Bischof von Port-de-Paix.

## Leben
Pierre-Antoine Paulo trat der Ordensgemeinschaft der Oblaten (OMI) bei, legte die Profess am 2. August 1963 in den Vereinigten Staaten ab und studierte in Rom. Nach seiner Priesterweihe am 20. Dezember 1969 kehrte er nach Haiti zurück und war in der Pfarrseelsorge sowie der Ausbildung zukünftiger Missionare tätig. Anschließend war er für seinen Orden in der Dominikanischen Republik und Kolumbien engagiert. Er war Präsident der Religionskonferenz in Haiti und Mitglied der Lateinamerikanischen Religionskonferenz (CLAR).
Papst Johannes Paul II. ernannte ihn am 7. Juli 2001 zum Koadjutorbischof von Port-de-Paix. Die Bischofsweihe spendete ihm der Erzbischof von Cap-Haïtien, François Gayot SMM, am 14. Oktober desselben Jahres; Mitkonsekratoren waren Hubert Constant OMI, Bischof von Fort-Liberté, und François Colimon SMM, Bischof von Port-de-Paix.
Mit dem Rücktritt François Colimons SMM am 1. März 2008 folgte er ihm als Bischof von Port-de-Paix nach. Von 2011 bis 2017 war er stellvertretender Vorsitzender der Bischofskonferenz von Haiti. Am 14. April 2020 nahm Papst Franziskus das von Pierre-Antoine Paulo aus Altersgründen vorgebrachte Rücktrittsgesuch an.
Er starb an den Folgen eines Unfalls im Krankenhaus von Saintard.